# 孙维约
孙维约（1933年8月—），中华人民共和国山东省人，北京科技大学选矿工程专业退休女教授，中国民主同盟盟员，1987年起连续六届当选北京市海淀区人民代表大会代表。
抗日战争期间，她加入了儿童团，曾担任儿童团团长。1959年，孙维约毕业于苏联矿业学院，到北京矿业学院任教。1970年，她调往北京科技大学。她曾获全国冶金教育先进工作者称号、冶金部教改二等奖。1986年，国家教委及全国教育工会授予她全国教育系统劳动模范荣誉称号，并颁发人民教师奖章。1992年，孙维约获国务院政府特殊津贴。